# Musée d’Histoire Jean Garcin : 39-45 L’Appel de la liberté
 (octobre 2022).
Si vous disposez d'ouvrages ou d'articles de référence ou si vous connaissez des sites web de qualité traitant du thème abordé ici, merci de compléter l'article en donnant les références utiles à sa vérifiabilité et en les liant à la section « Notes et références ».
 (octobre 2022).
La mise en forme du texte ne suit pas les recommandations de Wikipédia : il faut le « wikifier ».
Les points d'amélioration suivants sont les cas les plus fréquents. Le détail des points à revoir est peut-être précisé sur la page de discussion.
- Les titres sont pré-formatés par le logiciel. Ils ne sont ni en capitales, ni en gras.
- Le texte ne doit pas être écrit en capitales (les noms de famille non plus), ni en gras, ni en italique, ni en « petit »…
- Le gras n'est utilisé que pour surligner le titre de l'article dans l'introduction, une seule fois.
- L'italique est rarement utilisé : mots en langue étrangère, titres d'œuvres, noms de bateaux, etc.
- Les citations ne sont pas en italique mais en corps de texte normal. Elles sont entourées par des guillemets français : « et ».
- Les listes à puces sont à éviter, des paragraphes rédigés étant largement préférés. Les tableaux sont à réserver à la présentation de données structurées (résultats, etc.).
- Les appels de note de bas de page (petits chiffres en exposant, introduits par l'outil «  Source ») sont à placer entre la fin de phrase et le point final[comme ça].
- Les liens internes (vers d'autres articles de Wikipédia) sont à choisir avec parcimonie. Créez des liens vers des articles approfondissant le sujet. Les termes génériques sans rapport avec le sujet sont à éviter, ainsi que les répétitions de liens vers un même terme.
- Les liens externes sont à placer uniquement dans une section « Liens externes », à la fin de l'article. Ces liens sont à choisir avec parcimonie suivant les règles définies. Si un lien sert de source à l'article, son insertion dans le texte est à faire par les notes de bas de page.
- La présentation des références doit suivre les conventions bibliographiques. Il est recommandé d'utiliser les modèles {{Ouvrage}}, {{Chapitre}}, {{Article}}, {{Lien web}} et/ou {{Bibliographie}}. Le mode d'édition visuel peut mettre en forme automatiquement les références.
- Insérer une infobox (cadre d'informations à droite) n'est pas obligatoire pour parachever la mise en page.

Pour une aide détaillée, merci de consulter Aide:Wikification.
Si vous pensez que ces points ont été résolus, vous pouvez retirer ce bandeau et améliorer la mise en forme d'un autre article.

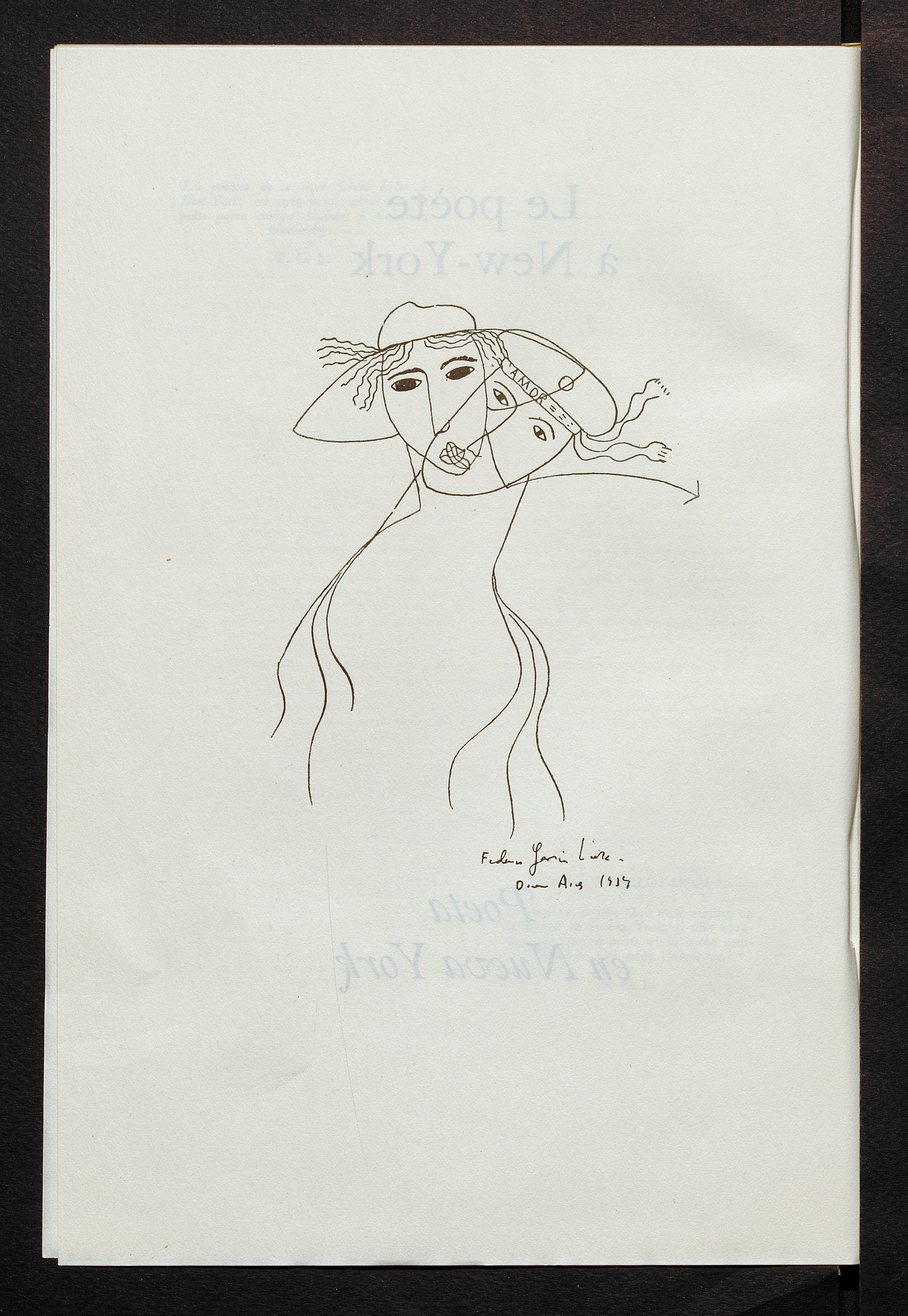

Le musée d’Histoire Jean Garcin : 39-45 L’Appel de la liberté, propriété du département de Vaucluse, est situé le long du chemin menant au gouffre à Fontaine-de-Vaucluse. Il aborde les thèmes de la vie quotidienne sous l’Occupation, de la Résistance et des arts et des lettres en guerre. L’appellation « Musée de France » lui a été accordée en 2010.

## Histoire du musée
Durant les années 1970, Raymond Granier, collectionneur habitant à Maubec, a collecté des milliers d’objets en relation avec les restrictions en temps de guerre, depuis 1870 jusqu’aux années 1950. Peu à peu, il constitue un fonds de plus de 10 000 pièces – objets du quotidien, photographies, archives - qu’il présente dans un modeste Musée des restrictions. En 1981, le Département de Vaucluse acquiert cette collection unique en son genre et l’installe à Fontaine-de-Vaucluse, sur le site de l’ancienne usine de papier Valdor. Ce musée constitue le fondement du futur musée d’Histoire, dit alors Musée de la Résistance car son propos est élargi au souvenir des maquis en Vaucluse.

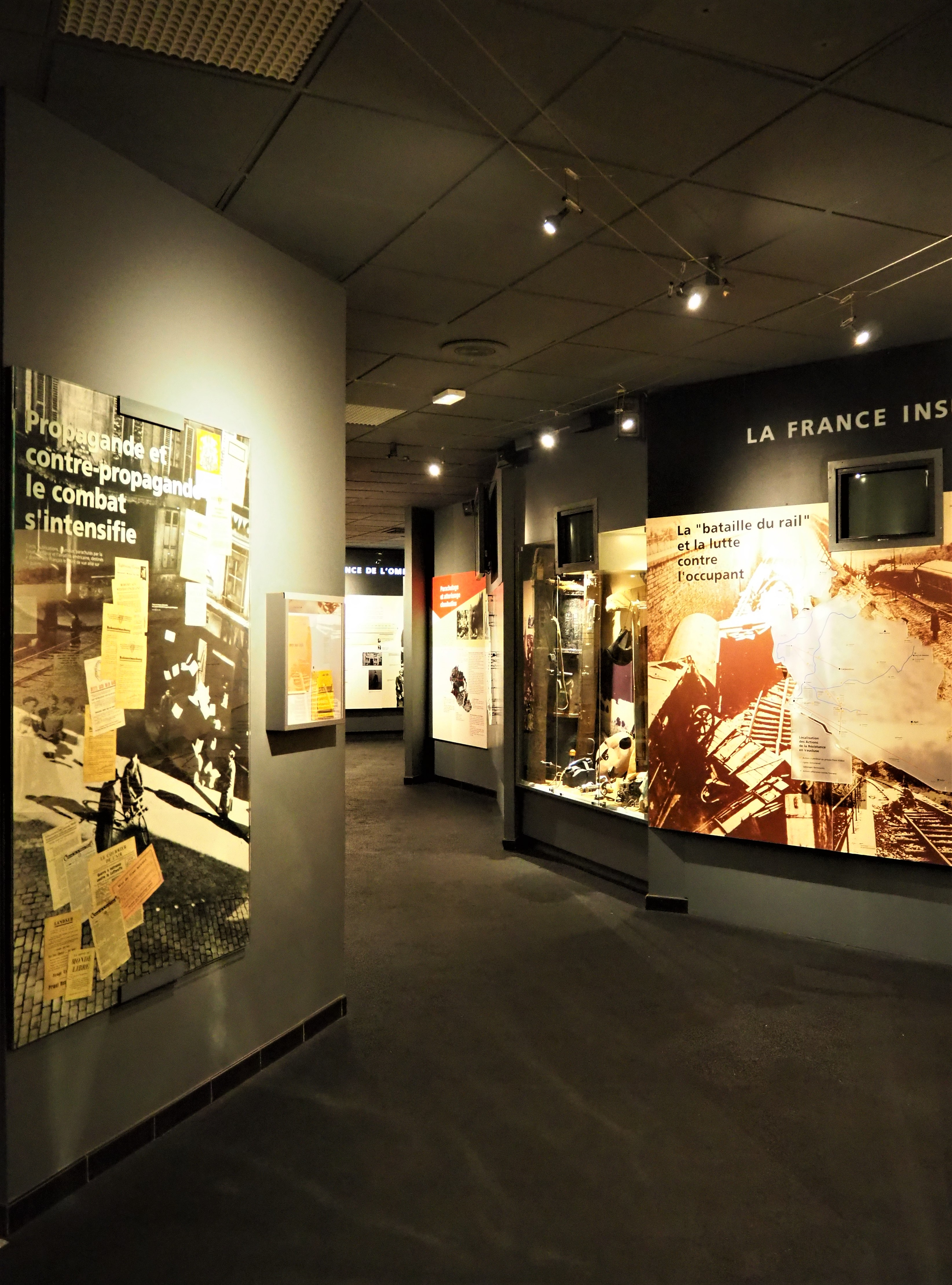
Exposition au musée d'Histoire

En effet, Jean Garcin, alors Président du Conseil général de Vaucluse, avait opéré dans la Résistance sous le pseudonyme de Colonel Bayard durant la Seconde Guerre mondiale. Il souhaitait créer en Vaucluse un lieu emblématique autour de la guerre et des idéaux de la Résistance, tout en élargissant le propos aux engagements actuels. Ève Duperray, conservateur du patrimoine, est désignée au milieu des années 1980 pour créer un établissement qui soit un véritable lieu de transmissions de la mémoire : l’usine de papier Valdor deviendra le Musée d’Histoire 39-45 : L’Appel de la liberté. Elle s’associe, en 1988, au chef décorateur de cinéma Willy Holt, César de la décoration en 1988 pour le film de Louis Malle, Au revoir les enfants. Il conçoit la muséographie du rez-de-chaussée de l’établissement comme un décor de cinéma, un environnement immersif donnant à voir le quotidien des Français durant la Seconde Guerre mondiale.
Le musée d’Histoire 39-45 : L’Appel de la liberté ouvre ses portes en 1990 et propose, sur près de 2 000 m², un parcours complet sur la vie quotidienne durant la guerre, la Résistance et les arts et les lettres en guerre. Un centre de ressources et un auditorium complètent son offre culturelle.
En 2006, à la mort de Jean Garcin, l’établissement est rebaptisé Musée d’Histoire Jean Garcin 39-45 : L’Appel de la liberté en hommage à celui qui l’a fondé.

## Collections
Les collections du Musée d’Histoire Jean Garcin 39-45 : L’Appel de la liberté sont constituées d’un très grand nombre d’objets du quotidien qui retranscrivent la vie des Français durant la période 1939-1945. Entre restrictions et pénuries, il fallait alors être inventif pour trouver des moyens de subvenir à ses besoins.
Une autre originalité de cet établissement réside dans sa proposition de montrer l’implication du monde des lettres et des arts dans la Résistance : un vaste fonds de publications engagées, parfois clandestines, a été collecté et est présenté au public.

## Cheminement muséographique

### Au rez-de-chaussée
La visite du Musée d’Histoire Jean Garcin 39-45 : L’Appel de la liberté débute par une immersion dans la vie quotidienne des Français durant la Seconde Guerre mondiale. À travers une mairie, une école, une cuisine, une épicerie ou une librairie sont restitués les principaux événements de la période. La défaite de 1940 et l’instauration de l’État français à Vichy, la mise en application des restrictions par le biais des tickets de rationnement, l’affirmation d’une idéologie antisémite et anticommuniste sont ainsi mis en scène.

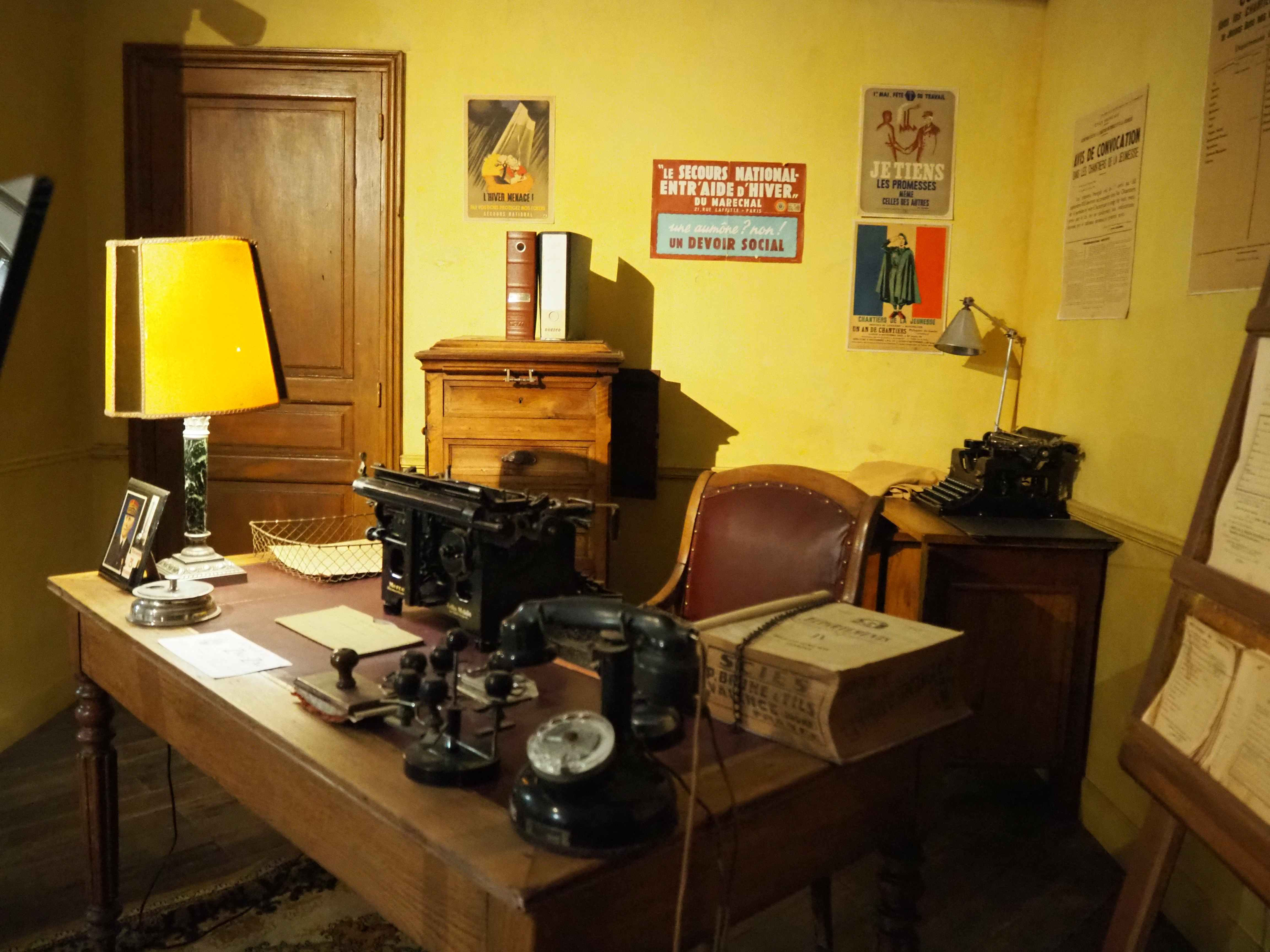
Décor représentant un bureau
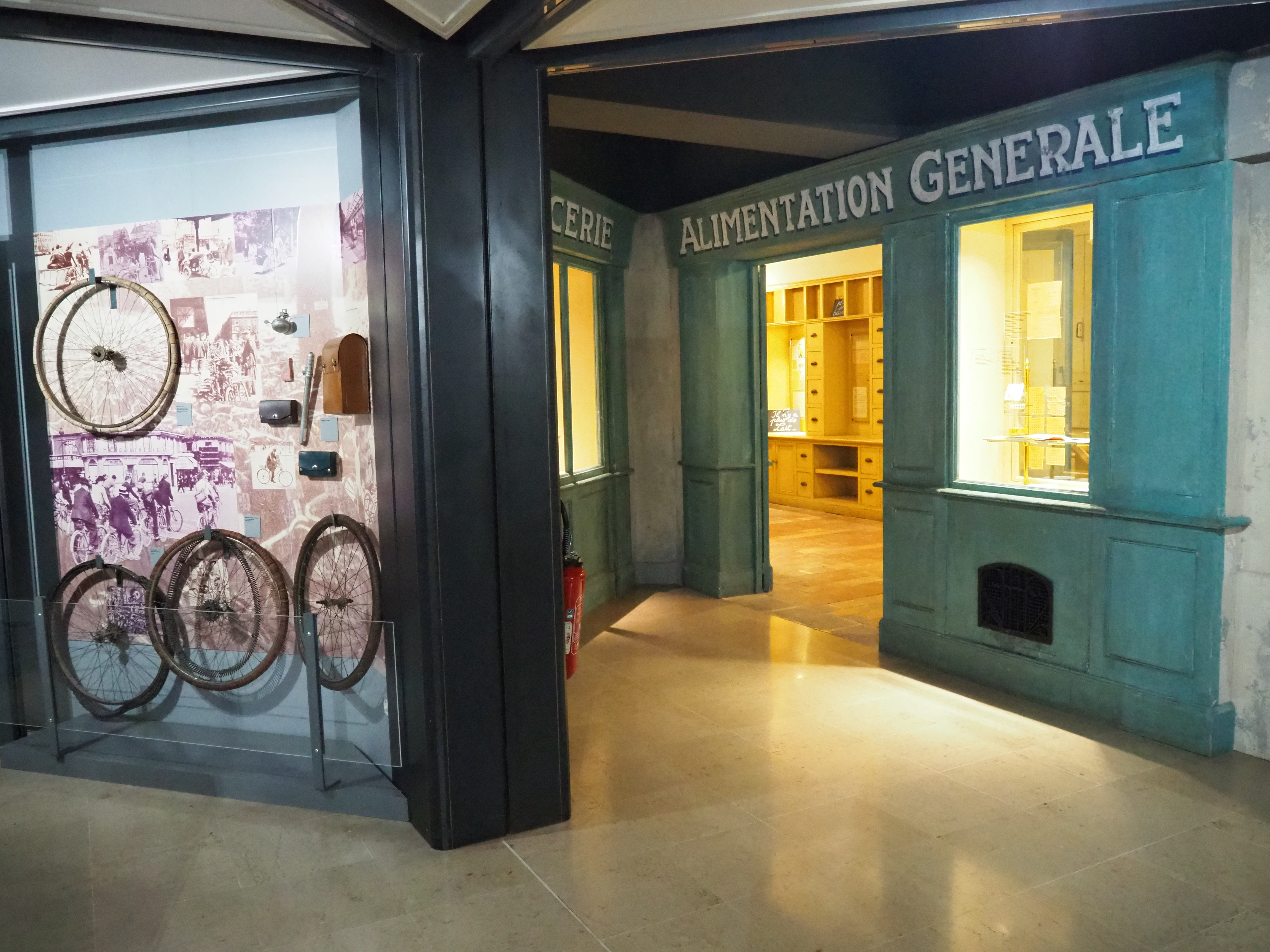
Décor représentant une épicerie
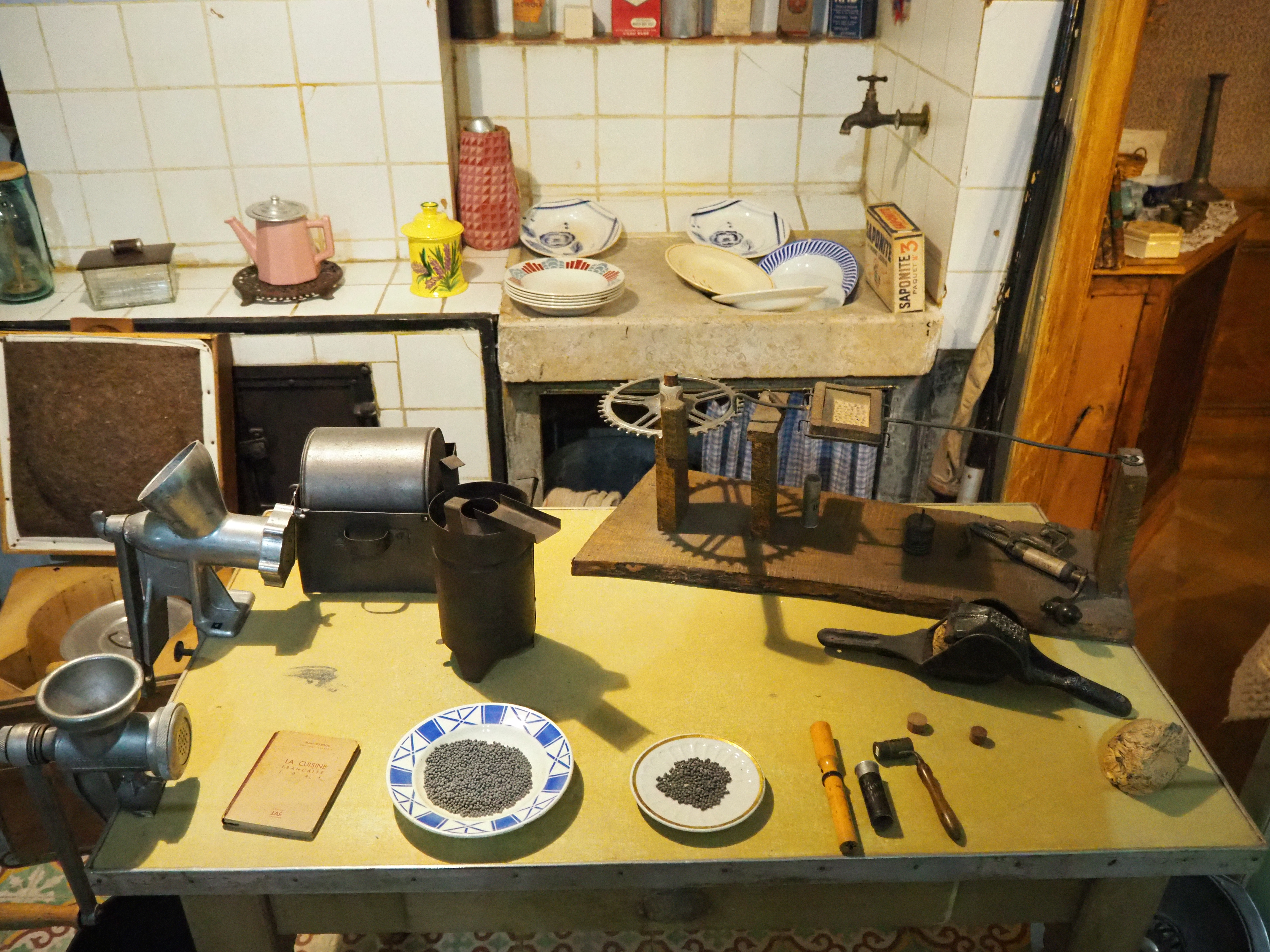
Décor représentant une cuisine

### Au premier étage
Au premier étage, le propos présente la Résistance en Vaucluse et à l’échelle nationale : réseaux, organisation, actes et opérations majeurs. Des témoignages ponctuent la visite et alternent avec des vitrines où sont exposés les objets de la Résistance, jusqu’à la Libération, en passant par l’horreur des camps de concentration et d’extermination.

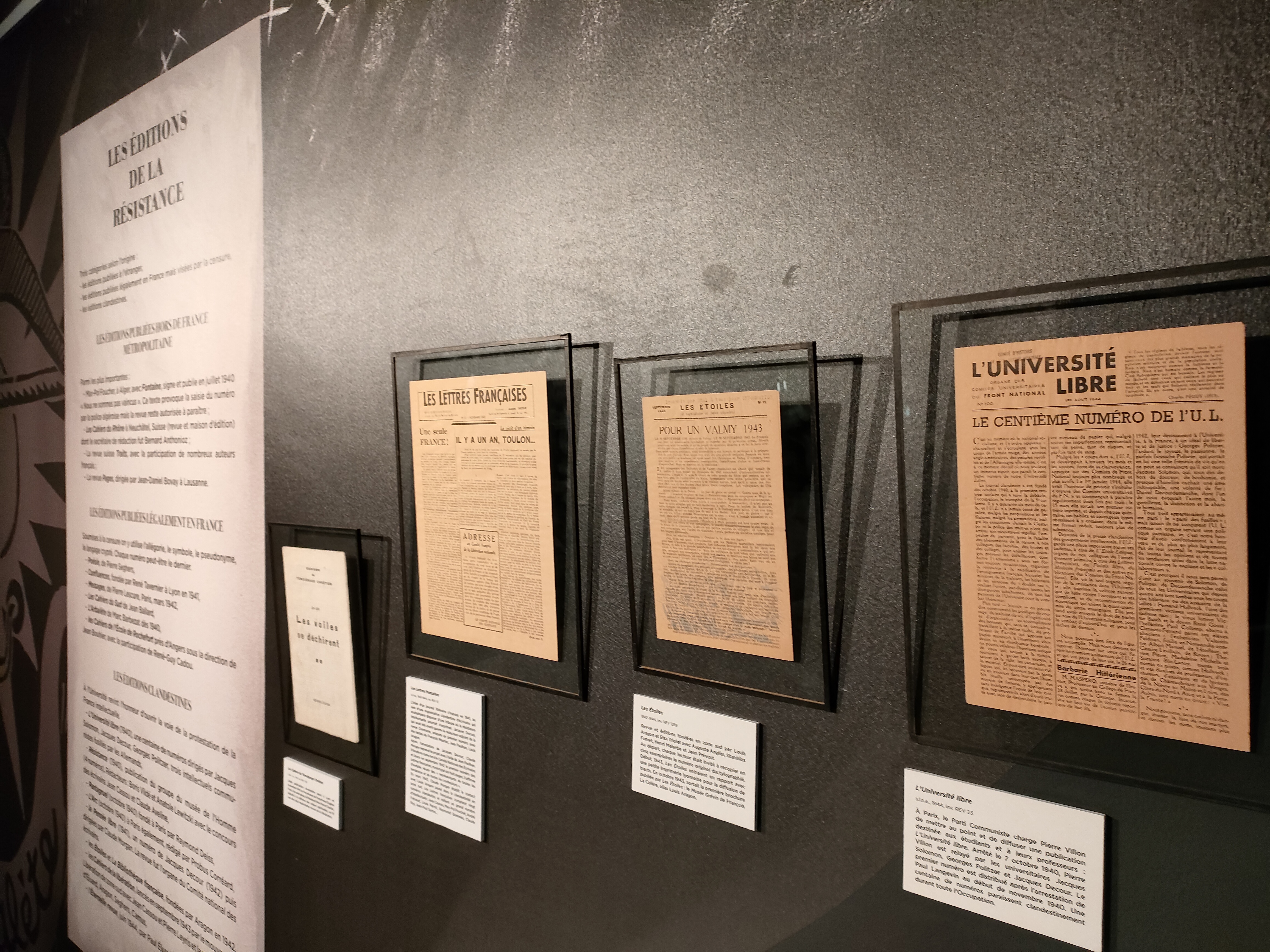
Section "La liberté de l'esprit"

La dernière partie du parcours, intitulée La Liberté de l’esprit, présente la Résistance des Intellectuels engagés depuis la guerre d’Espagne et s’achève sur la permanence du lien entre les arts, les lettres et l’engagement. Sont exposés dans cette section des ouvrages et manuscrits de Paul Eluard, René-Guy Cadou, René Char, Georges Rouault, Max Jacob...

## Expositions temporaires
- Christine Boumeester clandestine de l'art et de la vie, 1993
- Images d'histoire - La Libération du Vaucluse, 1994
- Le Cinquantenaire de la libération des camps, 1995
- Riches et pauvres – Les libertés entre richesse du Nord et pauvreté du Sud, 2003
- Kedouhou, l’Etat des lieux, Ervé, 2006
- Mina Halaunbrenner – des visages sur un nombre, 2007
- … Que nuages… Histoire et propos d’artistes, 2010
- Indochine de Provence, 2012
- Vivre l’interculturalité aujourd’hui au regard des oubliés de l’Histoire, 2013-2014
- Les mots préfèrent la Liberté, 2015
- Liberté, Egalité, Fraternité- Mots et images d’une devise, 2018-2019
- Mémoires républicaines, 2021

## Publications
- Christine Boumeester, clandestine de l'art et de la vie, Fontaine-de-Vaucluse : Musée d'Histoire Jean Garcin : 39-45 L'Appel de la Liberté, 1993
- "Une idéologie-mémoire qui indispose : comment traiter de l'indifférence et du rejet à l'égard d'un Musée de la Résistance ?", dans Musées de guerre et mémoriaux, Paris : Éditions de la Maison des sciences de l’homme, 2005
- Kedouhou L'État des lieux 1993... 2006, préface d’Ève Duperray, Fontaine-de-Vaucluse : Musée d'Histoire Jean Garcin : 39-45 L'Appel de la liberté, 2006
- 1905-2005 ou les Lumières voilées – La Laïcité en question : actes du colloque publiés sous la direction d'Ève Duperray, Paris Beauchesne, 2007
- Mina Halaunbrenner des visages sur un nombre, Fontaine-de-Vaucluse : Musée d'Histoire Jean Garcin : 39-45 L'Appel de la liberté, 2007
- Nous sommes tous des étrangers - presque partout : logements en déshérence I et II / Sylvie Fraissard, Fontaine-de-Vaucluse : Musée d'Histoire Jean Garcin : 39-45 L'Appel de la liberté, 2008
- … Que nuages… Histoire et propos d’artistes, Fontaine-de-Vaucluse : Musée d'Histoire Jean Garcin : 39-45 L'Appel de la Liberté, 2010
- Indochine de Provence - Le silence de la rizière, Éditions Actes Sud / Département de Vaucluse, 2012
- Liberté, égalité, fraternité- Mots et images d’une devise, catalogue d'exposition, 2018
- Mémoires républicaines, La mémoire « douloureuse » de la réunion d’Avignon et du Comtat Venaissin à la France jusqu’à la chute de Robespierre (1791-1794), sous la direction d’Eve Duperray et de Bruno Poinas, Le Kremlin-Bicêtre : mare&martin, 2021, 240 p.

## Activités du musée
Le musée propose des visites guidées, des ateliers pédagogiques, des expositions temporaires et le prêt d’expositions hors les murs.
Le centre de documentation du musée est ouvert à tous sur rendez-vous. Il répond à la triple mission d’être un lieu de référence pour la recherche et l’étude de la Seconde Guerre Mondiale et de la Résistance, d’offrir une bibliothèque d’art parallèlement à la troisième partie du musée et d’être un outil d’accompagnement pédagogique et méthodologique pour les enseignants et leurs élèves.

## En savoir plus